# Stormengene
Stormengene er et naturreservat på Rømøs sydsspids bestående af 42,6 hektar vadeflade, klit, marsk, strandeng og tør klithede. Stormengene er en del af det cirka 500 kilometer lange tidevandsområde Vadehavet, som UNESCO har udpeget som verdensnaturarv. Engene er ejet Fugleværnsfonden også en del af EF-fuglebeskyttelsesområde nr. 65, der omfatter størstedelen af Rømøs kystnatur. Stormengene er Ramsarområde, og reservatet udgør en flig af Nationalpark Vadehavet.
Stormengene er et vigtigt levested for mange vadefugle, både de, som er på vej til og fra vinterkvarteret, og de, som yngler i området. Ænder, vadefugle, terner og småfugle yngler i naturreservatet i foråret. Stien på diget langs nordsiden af Stormengene giver overblik over området. Man kan gå på diget helt fra Havneby, eller man kan køre ud og parkere for enden af Stormengevej. Hele vejen rundt på Rømøs sydspids er der kig til fugle og fjerne horisonter.